# Полосатые скунсы
Полосатые скунсы  (лат. Mephitis) — род хищных млекопитающих семейства скунсовых, включающий в себя всего два вида: полосатого скунса и мексиканского скунса.
Полосатый скунс  (лат. Mephitis mephitis) — зверёк средней величины и крепкого сложения. Длина его тела 28—38 см, длина хвоста обычно 17—30 см (иногда достигает 43 см); масса взрослого животного лежит в диапазоне от 1,2 до 5,3 кг. Самцы обычно на 10—15 % крупнее самок. Лапы короткие, стопоходящие, со слабо изогнутыми когтями. Когти передних лап длинные, приспособленные для рытья; задние лапы  — короче. Уши короткие, с широким основанием и закруглёнными верхушками.
Мех у скунса высокий, очень густой, но грубый. Хвост длинный и лохматый. Окраска — сочетание тёмного (чёрного) и белого цветов: на общем тёмном фоне выделяются широкие белые полосы, начинающиеся на голове и идущие вдоль хребта к хвосту, который обычно покрыт чёрными и белыми волосами вперемешку. Ширина и длина полос отличаются у каждой особи; иногда встречаются совершенно чёрные или совершенно белые особи. Под хвостом у скунса, у основания ануса, находятся особые пахучие железы, выделяющие маслянистую жидкость с отвратительным и стойким запахом, похожим на запах тухлых яиц. При наличии опасности скунс выбрызгивает её в сторону врага; ветер может разносить запах этой жидкости на расстояние до 2 метров. Яркая контрастная окраска скунса служит предостережением возможным хищникам.  
У скунса имеется 25 пар хромосом.

### Распространение
Полосатый скунс распространён в Северной Америке повсеместно от Южной Канады до севера Мексики. На территории США встречается во всех штатах, кроме Аляски и Гавайев.

### Образ жизни и питание
Скунсы населяют разнообразные биотопы — как леса, так и открытые пространства, включая пустыни; при этом они не избегают близости человека. Наибольшая плотность полосатого скунса отмечена на сельскохозяйственных угодьях (13 скунсов на 259 га). Это одиночные животные; только во время зимней спячки самки могут образовывать группы из нескольких особей. На охоту скунсы выходят в сумерках или ночью. Они хорошо плавают, но по деревьям лазают плохо.
Полосатые скунсы всеядны, однако до 70 % их рациона составляют насекомые. Кроме них, скунсы поедают мелких млекопитающих (полёвок, хомяков, кроликов), яйца птиц и птенцов, рыбу, пресмыкающихся и в больших количествах растительную пищу — траву, листья, почки, плоды, зерно и орехи, а также падаль.
Осенью скунсы отъедаются и сильно жиреют. В северной части ареала они в холодное время года впадают в спячку. В конце октября — начале ноября скунс начинает собирать материал (сухую траву и листья) для зимнего гнезда, а в начале декабря впадает в сон. Зимним убежищем скунсу служат норы и любые сухие укромные места. Обычно он занимает нору другого некрупного животного, реже выкапывает её сам. Самки обычно собираются в зимних логовах группами до 6 особей с детёнышами; иногда с ними зимует один самец, но чаще самцы занимают отдельные убежища. Самки и детёныши редко просыпаются раньше конца марта, но взрослые самцы бывают активны во время зимних оттепелей.
Естественных врагов у скунса немного; только изредка он становится добычей пумы, койота или собаки. Если полосатого скунса потревожить, он никогда не убегает, но в качестве предупреждения демонстрирует защитную позу: резким движением выгибает спину, поднимает и распушает свой хвост, громко клацая зубами. Обычно противник при этом отступает; если же нет, то скунс поворачивается к врагу спиной, закидывает хвост на спину и сокращением сфинктеров выбрызгивает в него секрет анальных желез, точно попадая в цель (обычно в голову) с расстояния в 2—3 метра. Секрет имеет отталкивающий тошнотворный запах и крайне едок: попадая на слизистую оболочку глаза, вызывает сильное жжение и временную слепоту. В результате незадачливый хищник несколько часов пытается прочистить свои глаза, нос и рот, а противный запах удерживается в его шерсти несколько недель. Эффективность такой защиты весьма велика, и хищные млекопитающие редко охотятся на скунсов. Основными врагами скунсов являются хищные птицы — виргинский филин (Bubo virginianus) и краснохвостый сарыч (Buteo jamaicensis).
Приручённые, эти зверьки отличаются весёлым, дружелюбным нравом.

### Размножение
Самцы скунсов полигамны. У самок обычно одна течка в год, длящаяся около 3 дней. Период спаривания приходится на конец зимы — начало весны.
Полосатый скунс принадлежит к числу тех видов млекопитающих, у которых наблюдается явление эмбриональной диапаузы (задержка имплантации эмбриона в стенку матки). В связи с этим продолжительность беременности у него может варьировать от 59 до 77 дней (средняя её продолжительность — 63 дня). В помёте от 2 до 10, обычно 5—6 детёнышей.
Новорождённые появляются на свет слепыми и беспомощными; глаза у них открываются в возрасте 2 недель. В возрасте 4 недель детёныши уже умеют принимать оборонительную позу, поднимая хвост. Лактация у самки продолжается до 6—7 недель. Затем молодые скунсы покидают логово и следуют за матерью в поисках пищи. В первую спячку они впадают вместе с матерью. На следующий год они уже полностью независимы. Самцы потомством не занимаются.
В природе полосатые скунсы живут 2—3 года; в неволе — обычно до 5 лет. До 90 % молодых скунсов не переживают свою первую зиму.

### Значение для человека
Скунсы приносят большую пользу сельскому хозяйству, поедая насекомых-вредителей (колорадский жук, саранча и др.) и мышей.
Иногда они поедают морковь на полях и разоряют курятники, но достаточно редко. Поедают также пчёл на пасеках.
Гораздо большую опасность скунсы представляют как разносчики бешенства, чумы плотоядных и туляремии; это — причина, по которой держать скунсов как домашних животных запрещено во многих штатах США.
Одно время полосатых скунсов разводили на зверофермах, предварительно удалив анальные железы, однако в настоящее время их мех не находит спроса. В 1933—1939 гг. в СССР делались неудачные попытки интродуцировать скунса как пушного зверя — в Воронежском заповеднике, на о-ве Петрова в Приморском крае, в Харьковской области, Киргизской и Азербайджанской ССР, Дагестанской АССР. Не вникая в особенности биологии животного, специалисты выпустили в леса скунсов со звероферм с удалёнными пахучими железами; однако за короткое время все выпущенные зверьки, лишённые основного средства защиты, пали жертвой местных хищников.
По свидетельству зоолога П. А. Мантейфеля, ошибки были учтены, и в следующий раз скунсы были выпущены с неудалёнными железами. Однако крупные хищники их быстро уничтожили. Однажды на его глазах медведь прихлопнул скунса лапой, после чего долго ревел и катался по земле, страдая от скунсового запаха. Возможно, медведь и запомнил этот урок, но скунсу это не помогло.

### Запах скунса
Секрет, вырабатываемый анальными железами скунса, имеет чрезвычайно неприятный, в том числе и для человека, запах. Удаление запаха с одежды и предметов, подвергшихся воздействию секрета анальных желез, может представлять серьёзную проблему. Для удаления запаха с успехом используется смесь, включающая в себя мыло, пероксид водорода и пищевую соду (смесь должна быть использована немедленно после приготовления). Тиолы, входящие в состав выделений желез скунса, не растворимы водой или мыльным раствором; однако сода оказывается катализатором окислительных способностей пероксида водорода, который и окисляет тиолы.
Скунс в качестве пахнущего компонента использует бутилмеркаптан, этилмеркаптан и другие природные соединения.
В Российской империи этих животных называли (за их запах) просто вонючками.

## Мексиканский скунс
Мексика́нский скунс (Mephitis macroura) — родственник обычного скунса. Встречается также на юге США — в Аризоне, Нью-Мексико и Техасе; населяет кустарниковые и травянистые равнины.
Внешне он очень похож на своего сородича, полосатого скунса, но мех у него длиннее и мягче. За длинные волосы на шее его называют «капюшонным скунсом». Различают два вида окраса мексиканского скунса. Первый, более распространённый: полностью белая спина, а низ тела, морда и ноги чёрные; второй — всё животное чёрное, но по его бокам идут две тонкие полосы. Низ хвоста зачастую белый. Мексиканский скунс мельче полосатого — взрослые самцы весят обычно 800—900 г.
Мексиканский скунс ведёт ночной образ жизни, а днём отсыпается в густой растительности или в норе. Питается насекомыми, мелкими грызунами, растениями, среди которых большая часть приходится на плоды опунции. Сезон размножения мексиканских скунсов длится с середины февраля по конец марта. В помёте обычно 3 детёныша.